# Wiktor Buniakowski

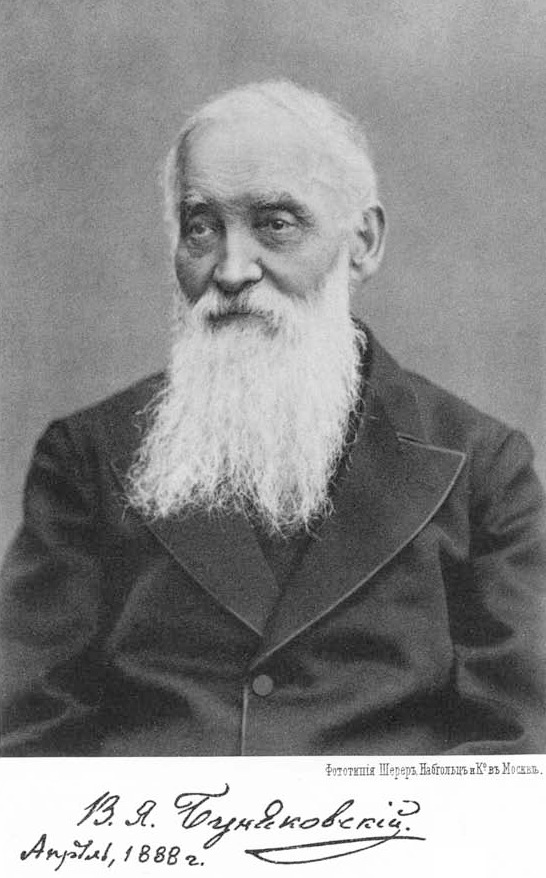
Wiktor Buniakowski (1888)

Wiktor Jakowlewicz Buniakowski (ukr. Віктор Якович Буняковський, ur. 16 grudnia 1804 w Barze, zm. 12 grudnia 1889 w Petersburgu) – rosyjski matematyk ukraińskiego pochodzenia, wiceprezes Petersburskiej Akademii Nauk (1864–1889)
Od 1846 wykładał na uniwersytecie w Petersburgu. Zajmował się głównie teorią liczb i rachunkiem prawdopodobieństwa, dodatkowo studiował algebrę, geometrię i analizę. Prace związane były z rozwojem przemysłu i rolnictwa. W 1875 ustanowiono nagrodę imienia Buniakowskiego za najlepszą pracę matematyczną.